# Richardis de Wittelsbach
Richardis de Wittelsbach ou Richardis de Bavière ou encore Richardis von Scheyern-Wittelsbach (née en 1173 à Kelheim et morte le 7 décembre 1231 à Ruremonde) fut une femme noble allemande. Elle était la fille du comte palatin Otto Ier de Bavière (qui devint plus tard le premier Wittelsbach à accéder au titre de duc de Bavière) et son épouse Agnès de Looz.

## Biographie
Richardis a été une figure importante de la politique en Gueldre. Sa famille portait le même lion sur ses armes que les comtes de Gueldre.
D'inspiration profondément religieuse, après la mort de son époux, Othon Ier, en 1207, elle a construit une maison sur la Elberg à proximité de l'ermitage Bethléem à Doetinchem, où elle résida de temps à autre. Là, elle se consacrait à Dieu et soutint la communauté monastique.
Les comtes de Gueldre avaient des liens étroits avec l'Ordre cistercien et en particulier avec l'abbaye de Kamp.
De même que du vivant de son mari, Richardis continua à être membre de la communauté de prière de l'abbaye d'Altenberg.
Vers la fin du XIIe siècle, Otto avait prévu de fonder un monastère cistercien, mais ce projet n'a pas abouti. Dix ans après la mort de son mari Richardis voulut entrer dans cet ordre. En raison de l'absence de monastère cistercien en Gueldre, son fils le comte Gérard III fonda, en 1218, Notre-Dame de Munster, de l'abbaye de Munster à Ruremonde.
Richardis est devenue la première abbesse de cette abbaye pour femmes. L'abbé du monastère de Kamp en fut nommé directeur spirituel.
En 1228, elle a fondé le monastère Mariënhorst à Deventer.
Richardis survécut à son fils le comte Gérard III de Gueldre, décédé en 1229.
Son petit-fils Otto II comte de Gueldre et de Zutphen a accordé le droit de cité à Harderwijk en 1231.
Il est probable que ces droits, sous l'influence de Richardis, aient été étendus à Ruremonde.
Elle mourut en 1231 et fut inhumée dans l'église de Notre-Dame de Munster (dernier vestige restant actuellement de cette abbaye).

## Mariage et enfants
De son mariage avec Otton Ier de Gueldre en 1184, elle donna naissance à au moins sept enfants :
- Henry de Gueldre (mort vers 1198). Il fut fiancé en 1197 à Aleidis, une fille de Thierry VII, comte de Hollande. Cependant, il mourut en 1198 avant que le mariage puisse être célébré. Il fut inhumé à l'Abbaye de Rijnsburg ;
- Gérard III (1185–1229) ;
- Adélaïde (morte en 1218), mariée en 1197 à Guillaume Ier, comte de Hollande ;
- Otton (1193-1213), fut évêque d'Utrecht sous le nom d'Otton Ier de 1212 à 1215 ;
- Irmgard (morte après 1230), mariée à Adolphe Ier de La Mark (1199-1249), comte de la Mark, fils de Frédéric Ier, comte de Berg-Altena, et son épouse Alveradis ;
- Margaret (morte en 1264), mariée à Lothar III, comte de Hochstadt, frère de l'archevêque de Cologne Konrad d'Hochstaden (1198/1205 – 18 septembre 1261) ;
- Mechtild / Machteld van Gueldre (1190-1247), mariée en 1221 à Henri II, comte de Nassau (1180-1251).